# .sk
.sk — в Інтернеті, національний домен верхнього рівня (ccTLD) для Словаччини. Використання домену SK рекомендується для сайтів, що належать до Словаччини, або містять інформацію, повʼязану з країною, для компаній і приватних осіб які знаходяться в Словаччині, виходять на її ринок і, природно, всім кому підходить дана доменна зона.

## Обмеження
Доменне ім'я в зоні SK мають право реєструвати тільки компанії й приватні особи, що є резидентами Словаччини. Протягом 1-3 робочих днів після оплати домену і надання необхідних даних на контактну адресу e-mail висилається документ у форматі PDF.
Власникові домену необхідно його підписати, поставити печатку компанії (для організацій) і забезпечити його отримання звичайною поштою адміністрацією доменної зони SK не пізніше чим через 12 днів.

## Домени 2-го та 3-го рівнів
Станом на січень 2007 року у цьому домені нараховувалося 9,26 млн доменів, станом на червень 2024-го - 202 млн доменів.
Використовуються домени 3-го рівня такі доменні суфікси (відповідно, існують такі домени 2-го рівня):
| Суфікс   | Регламентовані користувачі                                            |
| .edu.sk  | Наукові та дослідницькі установи, коледжі, університети або інститути |
| .gov.sk  | Державні та урядові установи                                          |
| .info.sk | Вебмайданчики інформаційного змісту                                   |
| .mil.sk  | Військові організації                                                 |
| .web.sk  | Вебмайданчики                                                         |